# بيلاي سيمبسون
بيلاي سيمبسون (بالإنجليزية: Billy Simpson)‏ (مواليد 12 ديسمبر 1929) هو لاعب كرة قدم. يلعب مع منتخب أيرلندا الشمالية لكرة القدم. سبق له أن لعب في كأس العالم لكرة القدم مع منتخب بلاده.

## روابط خارجية
- بيلاي سيمبسون على موقع قاعدة بيانات كرة القدم.إي يو (الإنجليزية)
- بيلاي سيمبسون على موقع ناشيونال فوتبول تيمز (الإنجليزية)